# Duché de Sagan
Pour les articles homonymes, voir Sagan.
Le titre de duc de Sagan est un titre de noblesse polonais, puis bohémien et enfin prussien qui était attaché à la ville de Żagań en Silésie (Pologne). Son port, comme titre étranger, fut autorisé en France à titre personnel en 1862 en faveur de Napoléon-Louis de Talleyrand-Périgord (1811-1898), il s'est éteint en 1968 avec Hélie de Talleyrand-Périgord (1882-1968), dernier duc de Talleyrand de Dino et de Sagan, mort sans postérité. 

## Historique

Les duchés silésiens avec Sagan (en gris) en 1278/1281.

Le duché de Sagan est issu de la partition de la Silésie pendant l'époque du démembrement territorial du royaume de Pologne appartenant à la dynastie des Piast. Après le décès du duc silésien Conrad II de Głogów en 1273/1274, ses trois fils se partagèrent les biens de leur père en Basse-Silésie. Le fils aîné Henri III résida à Głogów, tandis que le territoire de Sagan, situé au nord-ouest de la région proche de la frontière limitrophe avec la Lusace, échoit à son plus jeune frère, Przemko. En 1284, à la demande d’Henri IV le Juste, le chef des Piast silésiens qui préfère avoir des voisins qui lui sont totalement dévoués, il échange son duché contre celui de son frère aîné Conrad le Bossu. 
Après le décès de Conrad en 1304, Sagan revient au Henri III de Głogów et ses fils. De 1314 à 1319, le duché est temporairement donné en gage à leur parent margrave Valdemar de Brandebourg, prince de la maison d'Ascanie. En 1321, le fils aîné d'Henri III, Henri le Fidèle, obtient le duché. Comme de nombreux autres ducs silésiens, il a donné Sagan en fief à la couronne de Bohême sous le règne du roi Jean de Luxembourg en 1329. Ses descendants régnèrent sur Sagan et des parties du duché de Głogów avoisinant plus que centenaire. Leurs domaines s'étendaient jusqu'à la seigneurie de Przewóz au bord de la Neisse, près de la frontière avec la Haute-Lusace. Le dernier duc de la dynastie des Piast, Jean II le Fou, était en conflit avec son frère aîné Balthazar à partir de 1461. Avec l'appui du roi Georges de Bohême, puis de l'anti-roi Mathias Corvin, il envahit la résidence Żagań. Balthazar est finalement capturé et emprisonné dans la tour du château de Przewóz, où selon certaines sources son frère le laisse mourir de faim. 
En 1476, Jean II vend Sagan au duc Albert III de Saxe, le frère cadet de l'électeur Ernest, de la maison de Wettin. Sa descendance de la branche albertine introduisit la réforme protestante, ils conservent le duché jusqu'en 1549, lorsqu'il fut cédé par Maurice de Saxe et placé sous la gestion directe de la Couronne de Bohême. Pendant la guerre de Trente Ans, en 1628, le duché de Sagan est attribué par l'empereur Ferdinand II, en sa qualité de roi de Bohême, à son général Albrecht von Wallenstein. Après l'assassinat de Wallenstein, c'est la maison des Lobkowicz qui possède le duché  de 1646 à 1786.
Le 29 mars 1786, le duché de Sagan est acheté par Pierre von Biron (1724-1800), duc de Courlande. À sa mort en 1800, le duché revient à sa fille aînée Wilhelmine von Biron (1781-1839), mariée avec Carl-Rudolf von der Schulenburg à partir de 1819. Au décès de Wilhelmine, en 1839, le duché passe à sa sœur puînée, Pauline, princesse de Hohenzollern-Hechingen. Au décès de Pauline en 1845, le duché est vendu à Dorothée von Biron, princesse de Courlande (1793-1862), duchesse de Dino, sa sœur cadette, épouse d'Edmond de Talleyrand-Périgord,.

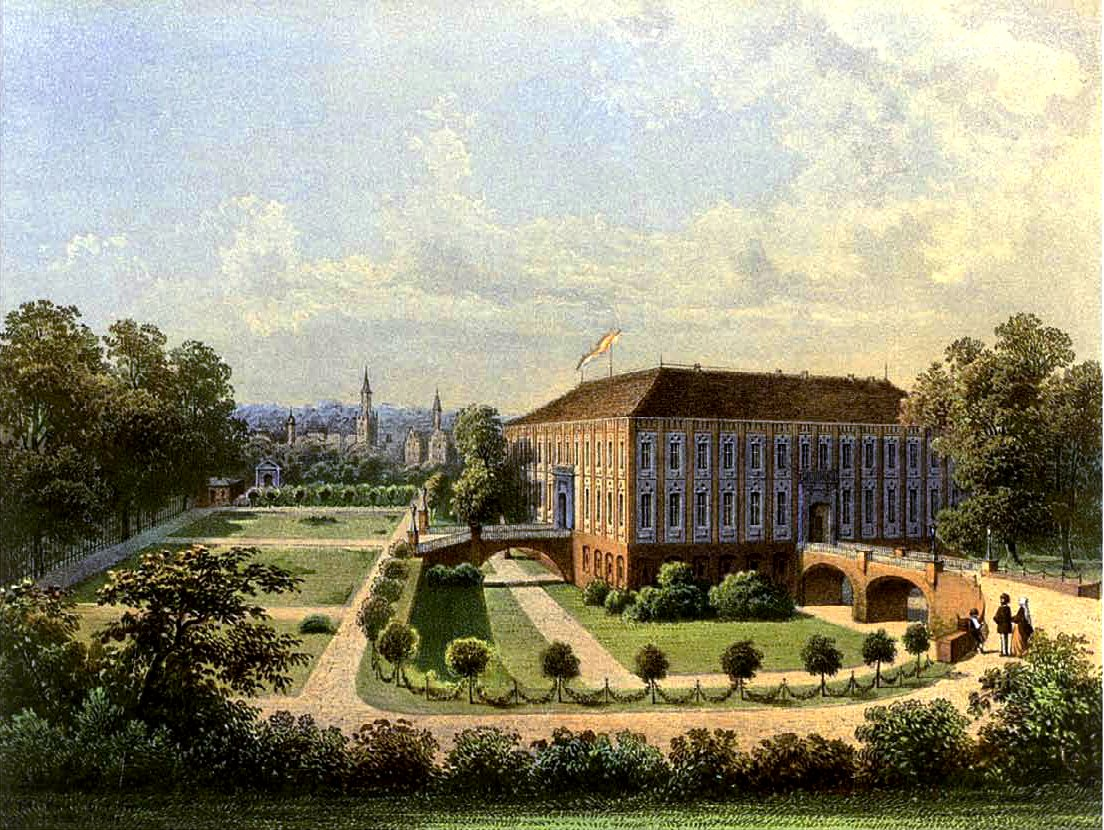
Le château de Sagan, de la collection d'Alexander Duncker (1813-1897).

Par investiture du 6 janvier 1845 et par une ordonnance du 19 juin 1846, Frédéric-Guillaume III de Prusse, en tant que duc de Silésie, confirma le titre de duchesse de Sagan à Dorothée von Biron avec dévolution à ses descendants mâles par ordre de primogéniture. De son mariage en 1809 avec Edmond de Talleyrand-Périgord (1787-1872), elle eut Napoléon-Louis de Talleyrand-Périgord qui à la mort de sa mère la duchesse de Sagan en 1862, obtint l'autorisation de porter en France ce titre étranger par décret impérial du 16 octobre 1862. Il s'agissait d'un confirmation à titre personnel comme pour tout titre étranger, mais le titre de duc de Sagan continua néanmoins d'être porté en France comme titre étranger par son fils Boson de Talleyrand-Périgord (1832-1910) et ses petits-fils Hélie de Talleyrand-Périgord (1859-1937) et Boson de Talleyrand-Périgord (1867-1952) puis par Hélie de Talleyrand-Périgord (1882-1968), cousin des précédents, avec lequel le titre de Sagan s'éteignit définitivement en 1968.
Malgré le fait que la concession prussienne de 1846 ne prévoyait pas la succession en ligne féminine, la fille de l'avant-dernier duc de Sagan, Violette de Talleyrand-Périgord (1915-2003), prit le titre de « duchesse de Sagan » après la mort en 1958 du dernier duc de Sagan (cousin de son père).
Il ne faut pas confondre le titre étranger (prussien) de duc de Sagan, créé en 1845 et 1846, dont le port a été autorisé en France en 1862 à titre personnel en faveur de Napoléon-Louis, fils de Dorothée de Biron-duchesse de Sagan et d'Edmond de Talleyrand-Périgord, et le titre étranger (prussien) de prince de Sagan concédé par les diplômes de 1845 et 1846 aux fils aînés des ducs de Sagan et autorisé en France le 3 mars 1859 par Napoléon III à titre personnel en faveur de Boson de Talleyrand-Périgord.
Ces autorisations de porter en France les titres de noblesse (duc et prince de Sagan) concédés par un souverain étranger (le roi de Prusse), ont été accordées par le gouvernement français (l'empereur Napoléon III) de façon strictement personnelle aux deux bénéficiaires, et ne profitent pas à leurs héritiers ou descendants. Un jugement du tribunal civil de la Seine du 19 mai 1917 rappelle que les descendants ne sont pas autorisés en France à porter les titres de princes et ducs de Sagan.
Comme tous les titres de noblesse allemands, le titre de duc de Sagan fut aboli par l'article 109 de la Constitution de Weimar de 1919. Comme les Talleyrand-Périgord n'étaient pas citoyens allemands, ils ne purent bénéficier de l'intégration du titre à leur nom de famille, permise par la constitution ; toutefois, ils continuèrent à porter, par courtoisie, le titre de duc de Sagan.
Pour plus de précisions sur le sujet, lire la page Wikipédia intitulée "Zagan"

## Indemnisation du duché de Sagan  pour 6 millions de dollars en 1951
Le domaine de Sagan, situé en Prusse, puis à partir de 1945 en Pologne, constituait un fief (ou fidéicommis) dont le titulaire ne pouvait disposer mais devait le laisser à l'héritier désigné selon des règles spéciales. Une loi allemande de 1938 supprima les fidéicommis de sorte que les titulaires devaient devenir propriétaires sous réserve d'indemnisation des héritiers.
En 1951, l'État polonais accorda une indemnité de six millions de dollars pour la nationalisation du domaine constituant l'ancien duché de Sagan. Cette indemnisation qui donna lieu à différents procès et jugements quant à sa répartition entre Jean Morel (1929-2014), beau-fils et héritier de Boson de Talleyrand-Périgord (1867-1952), duc de Sagan et Violette de Talleyrand-Périgord, nièce de ce dernier fit l'objet d'un recours devant la Cour de cassation en 1976.

## Liste des ducs

### Maison Piast
- 1278-1284 : Przemko de Głogów ;
- 1284-1304 : Conrad le Bossu, frère du précédent ;
- 1304-1309 : Henri III de Głogów, frère du précédent ;
- 1309-1342 : Henri II le Fidèle, fils du précédent ;
- 1342-1369 : Henri III de Fer, fils du précédent ;
- 1369-1393 : Henri IV l'Aîné, fils du précédent ;
- 1393-1403 : Hedwige de Legnica, douairière, veuve d'Henri IV ;
- 1403-1439 : Jean de Żagań, neveu d'Henri VI ;
- 1439-1461 : Balthazar, fils du précédent ;
- 1461-1467 : Jean II le Fou, fils de Jean ;
- 1467-1472 : Balthazar, rétabli ;
- 1472-1476 : Jean II le Fou rétabli.

### Souverainetés diverses
- 1476-1558 : Princes-électeurs de Saxe ;
- 1558-1562 : Balthasar de Promnitz, prince-évêque de Breslau, engagiste ;
- 1562-1597 : Siegfried Anselme von Promnitz, son cousin, engagiste ;
- 1597-1601 : Henri Anselme von Promnitz, son fils, engagiste ;
- 1601-1626 : retour à la Couronne de Bohême ;
- 1627-1634 : Albrecht von Wallenstein ;
- 1634-1646 : retour à la Couronne de Bohême.

### Maison de Lobkowicz
- 1646-1677 : Venceslas Eusèbe Lobkowicz ;
- 1677-1715 : Ferdinand Auguste, fils du précédent ;
- 1715-1737 : Philippe Hyacinthe, fils du précédent ;
- 1737-1739 : Venceslas Ferdinand Charles, fils du précédent ;
- 1739-1784 : Ferdinand Philippe Joseph, frère du précédent, vassal de la Prusse en 1742 ;
- 1784-1786 : Joseph François Maximilien, fils du précédent, vend le duché.

### Maison de Courlande
- 1786-1800 : Pierre von Biron, également duc de Courlande ;
- 1800-1839 : Wilhelmine von Biron, fille du précédent ;
- 1839-1845 : Pauline von Biron, sœur de la précédente, cède le duché ;
- 1845-1862 : Dorothée von Biron (1793-1862), sœur de la précédente, mariée en 1809 Edmond de Talleyrand-Périgord (1787-1872), 2e duc de Talleyrand et duc de Dino (1817).

### Maison de Talleyrand Périgord
Duc prussien de Sagan (1846), transmissible en ligne masculine par ordre de primogéniture. Autorisé à titre personnel en France en  1862. 
- 1862-1898 : Napoléon-Louis de Talleyrand-Périgord (1811-1898) fils de la précédente ; 3e duc de Talleyrand, 2e duc de Sagan. Marié en 1829 à Alix de Montmorency[2].
- 1898-1906 : Boson de Talleyrand-Périgord (1832-1910) fils du précédent ;  4e duc de Talleyrand, 3e duc de Sagan. Marié en 1858 à Jeanne Seillière[2].
- 1906-1910 : Hélie de Talleyrand-Périgord fils du précédent, 5e duc de Talleyrand, 4e duc de Sagan, marié en 1908 à Anna Gould[2].
- 1910- 1929: Howard Maurice de Talleyrand-Périgord fils du précédent,  5e duc de Sagan
- 1929-1952 : Boson II de Talleyrand-Périgord frère du précédent, 6e duc de Talleyrand, 6e duc de Sagan, dit « duc de Valençay » (titre de courtoisie)[10],[11]. Marié a) en 1901 à Helen Morton, b) en 1938 à Anna Rosa Diaz Rodriguez c) en 1950 à Antoinette Morel.

Sans postérité de ses trois mariages, il reconnut le 10 mai 1947 et légitima par mariage subséquent en 1950 Jean Morel (1929-2014), fils de sa troisième épouse, qui porta le nom de Talleyrand-Périgord. Sur demande d'Hélie de Talleyrand-Périgord (1882-1968), la reconnaissance et légitimation furent annulées par jugement rendu par le Tribunal Civil de la Seine en date du 26 mars 1953 et décision de la cour d'appel de Paris en janvier 1955. Jean Morel resta néanmoins héritier universel du duc de Talleyrand et de Sagan
- 1952-1968 : Hélie de Talleyrand-Périgord (1882-1968), 7e et dernier duc de Talleyrand,  duc de Dino (1952), duc de Sagan (1952), cousin issu de germain des précédents. Sans postérité de son mariage en 1938 avec Lela Emery, il fut le dernier mâle de sa maison[2].
- 1968-1971 : Félicie de Talleyrand Perigord (1878-1982), sœur du précédent, duchesse de Dino et de Sagan. Elle épousa Louis de Andia, Marquis de Villahermosa.

Note :  Violette de Talleyrand-Périgord, fille de l'avant dernier-duc de Sagan  épousa en 1937 James de Pourtalès (divorcée en 1969) et en 1969 Gaston Palewski, elle meurt en 2003. Son fils, Hélie, Albert, Gérard de Pourtalès fut autorisé par décret du 13 octobre 2005 à ajouter à son nom patronymique celui de Talleyrand-Périgord, afin de s'appeler de Pourtalès de Talleyrand-Périgord,: